# Йон Хансен
Йон Хансен (второто име на италиански, останалите на датски John Angelo Valdemar Østergaard Hansen, Йон Анджело Валдемар Йостергор Хансен) е датски футболист-национал, нападател и треньор. Започва професионалната си кариера през 1943 г. в БК Фрем. До 1948 г. изиграва 71 мача с 84 гола. През 1949 г. преминава във ФК Ювентус. До 1954 г. изиграва 187 мача със 124 гола. През сезон 1954 – 1955 г. преминава в СС Лацио, където иизиграва 27 мача с 15 гола. Завършва кариерата си отново в БК Фрем през периода 1957 – 1960 (43 мача, 29 гола). В националния отбор на своята страна играе през 1948 г. (8 мача с отбелязани 10 гола). През 1956 г. е треньор на „БК Фрем“, а през 1969 на националния отбор по футбол на Дания. Носител на бронзов медал от Олимпийските игри през 1948 г.

## Награди
През 1984 г. получава званието кавалер на Ордена за заслуги към Италианската Република.